# 네빌 고다드

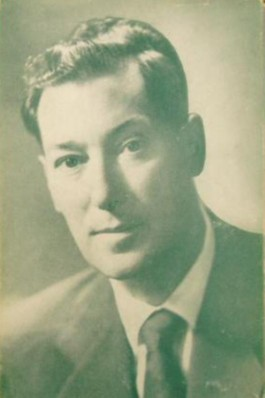

네빌 고더드(Neville Goddard, 1905년 ~ 1972년)는 영국령 서인도제도 출생의 형이상학자이자 강연자이다. 현재의 수수께끼로 대두되는 끌어당김의 법칙을 1930년대에 강연했다.

## 생애
영국령 서인도제도의 바베이도스에서 1905년 2월 19일, 아버지 조셉 나다니엘 고다드(Joseph Nathaniel Goddard)와 어머니 윌헬미나 니 힌킨슨(Wilhelmina Nee Hinkinson) 사이에서, 9남 1녀 중 넷째로 태어났다. 17살이 되던 해 드라마를 배우기 위해 미국으로 건너간다. 생계를 위해 댄서생활을 하던 중 친구의 소개해준 책을 통해 형이상학에 관해 접한다. 그리고 그 당시 카발라, 성경의 비의적 해석, 히브리어, 상상의 법칙에 대해 강연하던 에티오피아 랍비인 압둘라를 만나게 된다. 그의 강의에 매료된 네빌은 약 5~7년 동안 (기간은 확실하지 않다.) 매일 같이 그에게 "법칙"에 관한 모든 것들을 배운다. 그 후, 자신이 깨달은 것과 경험한 것을 로스앤젤레스, 뉴욕, 샌프란시스코를 중심으로 미국 전역에 강연을 했고 객석은 늘 청중으로 가득했다. 1972년 10월 1일, 네빌은 67세의 나이로 이 땅의 삶을 마쳤다.

## 성격
네빌은 아주 유쾌하고 밝은 성격의 소유자이면서도 진지하고 속이 깊은 사람이었다. 그는 자신의 말대로 뛰어난 학력을 갖고 있거나 학위를 지닌 사람은 아니었으나 상상력이 매우 풍부한 사람이었으며, 의식을 조절하여 자신의 생각을 통제하는데 탁월한 명상가였다. 또한 그는 자신만의 기도(명상)의 시간을 갖고 타인을 험담하거나 비난하는데 삶을 허비하지 말라고 강조했으며, 심지어 다른 사람을 약하게 인식하거나, 괴롭히는 상상조차 하지 않기를 바란다고 말했다. 그는 평생 두 번의 결혼을 했으며, 첫번째 결혼은 아주 일찍 시작했으나 곧 실패로 끝났다. 그는 그것을 "혼인 신고를 하자마자 실패했다는 것을 알았다."고 회상했다. 네빌은 첫번째 아내와 아들을 두었고, 이후 두번째 아내와 결혼하여 딸을 두었다. 그는 바베이도스 출신으로 미국 시민권이 없었지만, 전쟁에서 5주간 훈련 받은 경험을 인정 받아 미국 시민권을 획득할 수 있었다.

## 법칙(The Law)
그의 초반 강의의 핵심은 '상상이 현실을 창조한다'는 것이다. 이것을 법칙이라고 말한다.
압둘라는 네빌에게 두 번의 죽음이 올 것이라고 했는데, 여기서 죽음이란 과거의 시야에서 완전히 바뀌는 경험을 상징적으로 표현한 단어이다. 그 첫 번째 죽음은 그가 뉴욕에서 바베이도스에 가고 싶다는 소망이 생겼을 때이다. 이렇게 그는 자신의 상상력을 사용해 소망을 현실로 만들어내는 경험들을 하게 된다. 이로써 상상이 현실을 창조한다는 확신을 갖게 되면서 세상을 바라보는 시야가 뒤바뀌게 된다.
압둘라가 세상을 떠난 후 네빌은 그가 압둘라에게 배웠던 “법칙”을 미국 전역에 강의한다. 그러던 중 그는 압둘라가 예언했던 또 한 번의 상징적인 죽음을 맞이하게 된다. 그것은 약속이었다.

## 약속(The Promise)
네빌은 1959년부터 1,260일간 신비한 내면의 경험을 갖는다. 그것은 자신 안에서 또 하나의 자아가 깨어나는 신비적이면서 상징적인 경험이었다. 그는 이렇게 말했다.
"나는 그것을 경험하기 전까지는 그 누구에게서 이것에 대해 들어본 적도 없었습니다. 그 경험은 그 해 여름에 시작되어 3년 반 동안 진행되었습니다."
이 경험을 겪은 후 1960년도와 1970년도의 강연에서는 법칙보다 약속을 더 강조했다.
"당신은 상상의 힘을 이용해서 자신의 환경을 바꿀 수 있습니다. 하지만 그것은 영원하지 않습니다. 당신은 상상력을 이용해서, 큰 부를 얻거나, 유명해지거나, 이런 일들을 할 수 있습니다. 하지만 당신이란 존재의 진짜 목적은 이런 것이 아닙니다. 바로 약속을 성취하는 것입니다."
그가 이렇게 약속에 대한 강의를 하자 청중은 급격히 줄었다. 사람들은 신비한 내면의 경험보다 지금 당장의 현실을 보다 더 중요하게 여겼기 때문이었다. 그러나 네빌은 자신의 생각을 바꾸지 않았다.

## 죽음
그는 죽음에 대해 이렇게 말했다. "당신은 문을 열고 새로운 곳으로 가게 됩니다. 우린 그 문을 죽음이라고 말합니다. 죽음은 단지 그 뿐입니다. 우리가 죽은 즉시, 다시 이 세상처럼 회복됩니다. 지금 이 땅에서 가졌던 것과 같은 문제를 지니면서 그 세상에서 우리는 정체성을 이어가게 됩니다. 그곳에서도 성장하고, 결혼하고, 이곳에서 지녔던 죽음에 대한 공포도 똑같이 지닌 채 죽습니다. 만약 약속을 경험하지 못한 채 죽음을 겪게 된다면 자신의 과업을 가장 잘 성취할 수 있는 장소를 골라, 그곳에서 태어나 죽고, 태어나 죽고를 반복합니다. 그러다가 결국 ‘당신 안에 그리스도가 생겨나면’ 그때 당신은 ‘부활의 아들’이 되어 더 이상은 이 죽음의 세상에 돌아오지 않습니다."
한 청중의 '영원한 지옥'에 관한 질문에 네빌은 성경을 인용하여 이렇게 대답합니다. "'내 신성한 산에서 한 명도 잃지 않으리라.'라고 말해집니다. 여러분은 신입니다. 어떻게 신이 영원히 자신을 저주할 수 있겠습니까?" 네빌은 우리가 깨어나 이것을 발견하기 전까지는 삶의 강풍을 완화시켜 주기 위해 하느님에게서 주어진, 이 법칙을 사용할 권리를 갖는다고 말했다.
그는 자신이 죽기 전 강의에서 이렇게 말했다. "전 이 땅에서 내게 주어진 일들을 다 마쳤기 때문에 이곳을 떠나기를 열렬히 바라고 있습니다. 약속은 이미 제게서 이루어졌기에 전 이 3차원의 세상으로 다시 돌아오지는 않을 것입니다. 하지만 제가 어디에 있든, 저는 지금 이곳에서 여러분들을 알아보는 것처럼 그곳에서도 여러분들을 알아볼 것입니다. 왜냐하면 우리는 사랑이란 무한한 끈 안에 묶여 있는 한 형제이기 때문입니다."

## 저서
- 『네빌 고다드의 부활』(Neville Reader)
- 『네빌 고다드 5일간의 강의』
- 『믿음으로 걸어라』
- 『세상은 당신의 명령을 기다리고 있습니다』(At Your Command)
- 『네빌 고다드 라디오 강의』
- 『임모틀맨』
- 『Your Faith is Your Fortune 1941』
- 『Feeling Is the Secret』(느낌이 비밀이다)
- 『The Power of Awareness』
- 『Prayer: The Art of Believing』
- 『Mental Diets』